# Henri IX de Waldeck
Pour les articles homonymes, voir Henri IX.
Henri IX de Waldeck-Wildungen (10 décembre 1531 – 3 octobre 1577 à Werbe) est le quatrième fils du comte Philippe IV de Waldeck (1493-1574) et de sa première épouse, Marguerite de la Frise Orientale (1500-1537). En 1577, il est comte de Waldeck-Wildungen pendant quatre mois.

## Biographie
Le 7 juin 1577, il succède à son frère Daniel de Waldeck (1530-1577) comme comte de Waldeck-Wildungen. Il est le septième comte nommé Henri. Cependant, deux membres non régnants de la Maison de Waldeck sont généralement appelés Henri II et Henri III, et l'objet de cet article est communément connu comme Henri IX. Néanmoins, certaines sources de l'appellent Henri VII.
De 1562 à 1563, il combat du côté protestant dans les guerres de religion en France. Après son retour, il se marie le 19 décembre 1563 à Korbach à Anna de Viermund-Nordenbeck (1538-1599), qui apporte la Seigneurie de Nordenbeck. Le mariage reste sans enfant
Les cousins ne l'ont pas reconnu comme héritier de Nordenbeck. Ils envahissent la seigneurie et occupent le château de Nordenbeck. En raison du manque de fonds, Henri IX ne peut pas répondre immédiatement. Quand il est prêt à envoyer ses troupes dans la Nordenbeck, son cheval boulonnais s'affole et il est mort sous les yeux de son épouse, accroché à l'étrier. Anne poursuit ses cousins dans la Chambre impériale, qui statue en sa faveur en 1580.
Henri est remplacé en tant que comte de Waldeck-Wildungen par son neveu Günther de Waldeck (de) (29 juin 1557 – 23 mai 1585), le fils de son frère Samuel de Waldeck, qui est mort en 1570.